# Suchitra Sebastian
Suchitra Sebastian ist eine britische Festkörperphysikerin und University Reader an der Cambridge University.

## Leben
Sebastian erhielt 1997 einen Master of Business Administration am Indian Institute of Management. Von 1997 bis 2000 arbeitete sie als Management-Beraterin bei der Tata Strategic Management Group. Danach studierte sie Physik an der Stanford University in Kalifornien (USA), wo sie im Jahr 2006 einen Ph.D. erhielt. Im Jahr 2006 wechselte sie an die Cambridge University in England, wo sie verschiedene Positionen im Fachbereich Physik innehatte (Research Fellow, Royal Society University Research Fellow, Lecturer). Seit 2017 ist sie dort University Reader in Physics.

## Forschung
Als Doktorandin untersuchte Sebastian vor allem die thermodynamischen Eigenschaften von Quantenmagneten. In ihrer Zeit in Cambridge wandte sie sich der Hochtemperatur-Supraleitung zu und entdeckte u. a. durch Transportmessungen unter hohen Magnetfeldern in Cuprat-Supraleitern eine aus mehreren Komponenten bestehende Fermifläche, welche sie auf eine Ladungsdichtewelle zurückführte. Später untersuchte sie die Schwerfermionen-Verbindung SmB6, die zuvor als Isolator betrachtet worden war, fand in Transportmessungen aber Hinweise auf eine Fermifläche, die in Isolatoren nicht erwartet wird. Diese Ergebnisse führten zu einer Neubewertung der Elektronenstruktur dieser Verbindungsklasse.

## Auszeichnungen
- 2012: Moseley Medal and Prize for experimental physics (Institute of Physics)[5]
- 2012: IUPAP Young Scientist Medal[6]
- 2013: L’Oréal-UNESCO Fellowship for women in science[7]
- 2015: Brian Pippard Prize (Institute of Physics)[8]
- 2015: Philip Leverhulme Prize (Leverhulme Trust)[9]
- 2022: New Horizons in Physics Prize